# 丁惟魯
丁惟魯（?—?），山東省沂州府日照縣人，清朝政治人物、進士出身。
光緒二十四年（1898年），参加光緒戊戌科殿試，登進士二甲26名。同年五月，改翰林院庶吉士。